# Merodon hamifer
Merodon hamifer är en tvåvingeart som beskrevs av Sack 1913. Merodon hamifer ingår i släktet narcissblomflugor, och familjen blomflugor. Inga underarter finns listade i Catalogue of Life.